# Tierga
Tierga ist ein nordspanischer Ort und eine Gemeinde (municipio) mit nur noch 177 Einwohnern (Stand: 2024) im Nordwesten der Provinz Saragossa im Westen der Autonomen Region Aragonien. Der Ort gehört zur bevölkerungsarmen Serranía Celtibérica.

## Lage und Klima
Der Ort Tierga liegt am Río Isuela etwa 20 km südöstlich der maximal ca. 2315 m hohen Sierra de Moncayo und ca. 83 km (Fahrtstrecke) westlich der Provinzhauptstadt Saragossa nahe der Grenze zur altkastilischen Provinz Soria in einer Höhe von ca. 630 bis 700 m. Das Klima ist gemäßigt bis warm; der eher spärliche Regen (ca. 430 mm/Jahr) fällt mit Ausnahme der trockenen Sommermonate übers Jahr verteilt.

## Bevölkerungsentwicklung
| Jahr      | 1857 | 1900 | 1950 | 2000 | 2017 |
| Einwohner | 558  | 683  | 760  | 253  | 190  |

Die Mechanisierung der Landwirtschaft, die Aufgabe bäuerlicher Kleinbetriebe und der damit verbundene Verlust von Arbeitsplätzen führten seit der Mitte des 20. Jahrhunderts zu einem deutlichen Bevölkerungsschwund (Landflucht).

## Wirtschaft
Jahrhundertelang lebten die Bewohner des Ortes direkt oder indirekt als Selbstversorger von der Landwirtschaft, zu der auch die Viehhaltung gehörte. Die Verarbeitung von Schafwolle war im 16. und 17. Jahrhundert ein bedeutender Wirtschaftsfaktor. Heute spielen Obstbaumplantagen und Weinbau wesentliche Rollen im Wirtschaftsleben des Ortes; außerdem werden Ferienwohnungen (casas rurales) vermietet.

## Geschichte

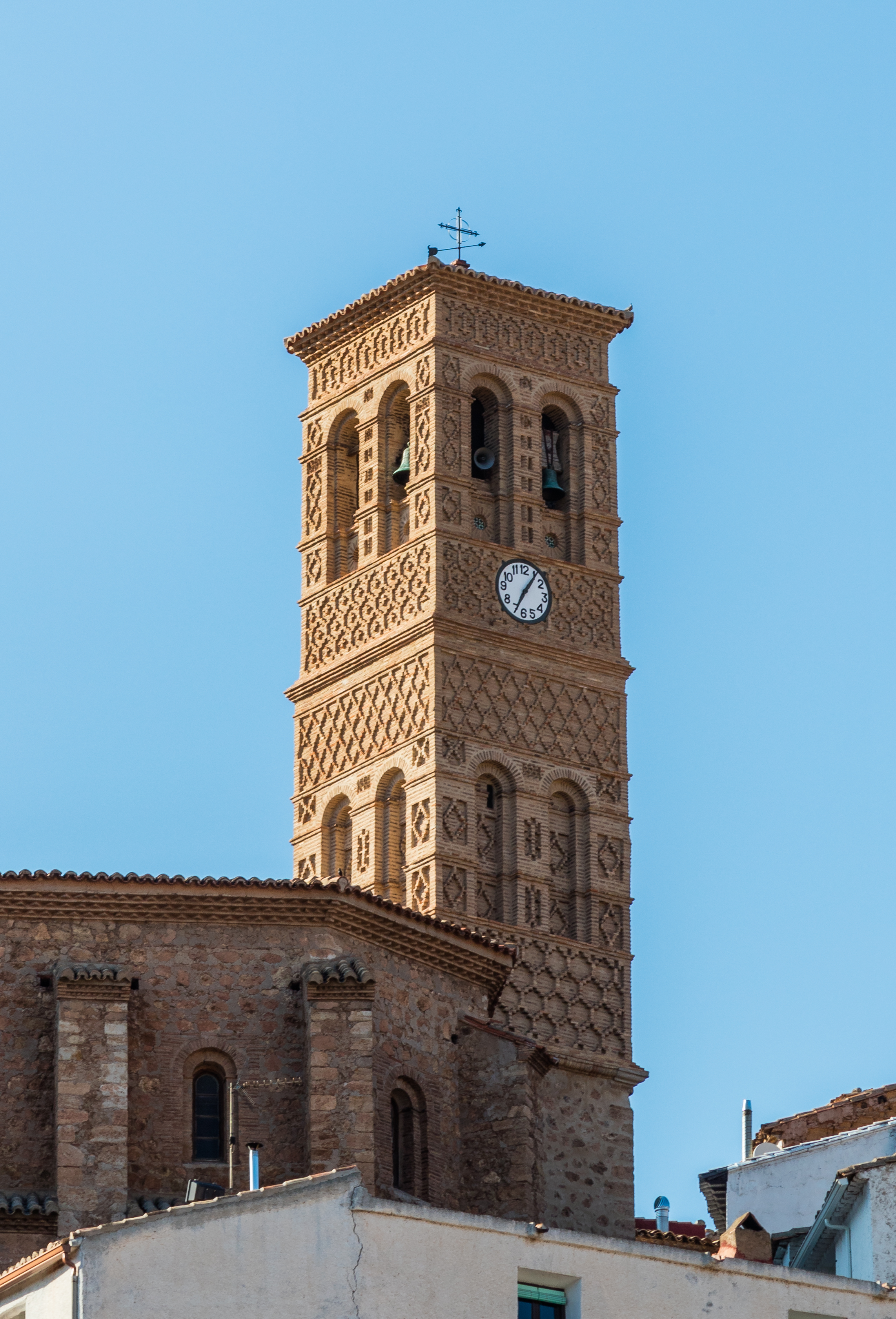
Tierga – Glockenturm (campanar)

Obwohl der Ort zum Siedlungsgebiet der keltiberischen Lusonen gehörte, wurden Keltiberische und westgotische Spuren wurden bislang nicht entdeckt. Aus römischer Zeit ist der Ortsname Tertakom überliefert; der Ort hatte zeitweise das Münzrecht. Im 8. Jahrhundert drangen arabisch-maurische Heere bis ins obere Ebro-Tal vor; zuweilen wird die örtliche Burg mit den Mauren in Verbindung gebracht. Um das Jahr 1120 wurde die Gegend von Alfons I. von Aragón zurückerobert (reconquista). Später war sie zwischen den Königreichen Aragón und Kastilien umstritten (Guerra de los Dos Pedros); dieser Streit endete erst mit der Eheschließung der Katholischen Könige Isabella I. von Kastilien und Ferdinand II. von Aragón im Jahr 1469.

## Sehenswürdigkeiten
- Die an der höchsten Stelle des Ortes erbaute Burg (castillo) existierte wohl schon in maurischer Zeit; sie wurde im 13. und 14. Jahrhundert von den Christen ausgebaut, aber wahrscheinlich in den Auseinandersetzungen mit Kastilien zerstört.[7][8]
- Die einschiffige Iglesia de San Juan Bautista wurde um die Mitte des 16. Jahrhunderts anstelle eines Vorgängerbaus errichtet. Sie besteht mit Ausnahme des Portals und der Ecksteine aus unbehauenen, aber verputzten Bruchsteinen; der repräsentative Portalbereich und die beiden Obergeschosse des Glockenturms (campanar) sind dagegen in Mudéjar-Manier aus Ziegelsteinen gemauert, wobei der Turm zahlreiche geometrische Steinmuster zeigt. Das Kirchenschiff wird von einem spätgotischen Sterngewölben überspannt. Das geschnitzte Altarretabel (retablo) zeigt Szenen aus der Passion Christi.[9][10][11]

Umgebung
- Spuren einer Römerstraße (calzada romana) finden sich in der Umgebung des Ortes.[12]